# Opas
Opas (em latim: Oppas) foi um bispo e membro da elite visigótica na cidade de Toledo na véspera da conquista muçulmana da Hispânia. Ele era um dos filho de Égica e, portanto, irmão ou meio-irmão de Vitiza.
Após a derrota do rei Rodrigo na Batalha de Guadalete, e de acordo com a Crônica de 754, os árabes sob o comando de Tárique marcharam até Toledo, mas Opas, fugiu da cidade antes que eles a tomassem. Tariq executou vários nobres que ainda estavam na cidade sob o pretexto de que eles ajudaram na fuga de Opas. Segundo a mesma crônica, como a batalha de Guadalete ocorreu, em 712 e a conquista de Toledo em 711, significa que ou a batalha de Guadalete deve ser recuada no tempo ou a conquista de Toledo deve ser entendida com posterior; esta última é preferida por Roger Collins. Embora Opas tenha fugido de Toledo, ele pode ter sido capturado e executado logo depois; mas não há indícios de que ele não tenha sobrevivido.
É possível que o Opas que fugiu de Toledo e era filho de um rei anterior tenha sido a causa da "fúria interna" que assolou a Hispânia na época, conforme registrado na Crônica. Talvez Opas tenha sido eleito ou mesmo consagrado rei em Toledo pelos rivais de Rodrigo e seu oponente Ágila II, antes da derrota de Rodrigo ou entre sua morte e a captura árabe de Toledo. Sendo assim, talvez os nobres que tinham “ambição pelo reino” mencionados pelo cronista possam ter sido os apoiantes de Opas que foram mortos em Toledo pelos árabes pouco depois da batalha no sul. Alguns historiadores, sem qualquer base nas fontes, identificaram Opas como sendo Áquila.
A lenda em torno de Opas cresceu. Segundo a Crônica de Afonso III, escrita no final do século IX, ele era filho de Vitiza, embora, com base na data aproximada de nascimento de Vitiza, isso seja impossível. A versão Rotense de Afonso III faz dele um Arcebispo de Toledo e a versão Ad Sebastianum um Bispo de Sevilha. Diz-se que Opas acompanhou os exércitos árabes que invadiram as Astúrias em 718, numa tentativa de demover Pelágio das Astúrias. Ele teria iniciado uma negociação com os rebeldes godos, mas os árabes foram posteriormente derrotados na Batalha de Covadonga. Esta é, sem dúvida, uma lenda sem fundamento. A única parte da história geral apresentada por Afonso III que é de outra forma apoiada é a afirmação de que ele foi bispo de Sevilha, já que um manuscrito do final do século X menciona um bispo daquela cidade chamado Opas no período de tempo correto, mas a crônica pode ter sido a fonte do compilador da lista. A Crônica de Albelda confirma que um bispo Opas foi capturado em Covadonga.
Segundo modernas investigações, o irmão mais velho ou meio-irmão de Opas era Flávio Sizibuto de Coimbra, que mais tarde se tornou conde dos cristãos de Coimbra, assim como seu filho Ataulfo (fl. 770), seu neto Atanarico (fl.  801–802) e seu bisneto Teudo (fl. 805), que também teve descendentes.

## Literatura
Em Eurico, o Presbítero, de Alexandre Herculano, Opas é retratado como um traidor, cujas tropas traiçoeiramente se posicionaram lado dos conquistadores muçulmanos,Musa e Tarik. Ele acaba por morrer lutando contra o personagem principal, Eurico.